# Podagrion minus
Podagrion minus är en stekelart som beskrevs av Embrik Strand 1911. Podagrion minus ingår i släktet Podagrion och familjen gallglanssteklar.
Artens utbredningsområde är:
- Italien.
- Marocko.
- Spanien.

Inga underarter finns listade i Catalogue of Life.